# Nuria Guijarro Carrillo
Pour les articles homonymes, voir Guijarro.
Nuria Guijarro Carrillo, née le 15 avril 1971 à Alcantarilla, est une femme politique espagnole membre du Parti populaire (PP).

## Biographie

### Vie privée
Elle est mariée et mère d'une fille.

### Profession
Nuria Guijarro est titulaire d'une licence en droit obtenue à l'université de Murcie en 1996. Elle possède un master en conseil juridique aux entreprises obtenu à l'École de commerce de Murcie en 1997, d'un master en gestion commerciale et bancaire qu'elle décroche en 2002 à l'université catholique de San Antonio (UCAM) ainsi que d'un master en urbanisme en 2007.
Avec plus de dix ans de carrière, elle est propriétaire d'un cabinet juridique.

### Carrière politique
Elle commence sa carrière politique en 1995 lorsqu'elle est élue conseillère municipale d'Alcantarilla dans la région de Murcie. Le PP ayant gagné les élections, elle est nommée adjointe au maire chargé de la Jeunesse et de la Culture. Elle change d'attributions en 1999 lorsqu'elle se charge de la Culture et des Fêtes puis en 2003 avec l'Urbanisme. En 2007, le PP retourne dans l'opposition municipale et elle abandonne ses fonctions exécutives avec l'Urbanisme. De 2011 à 2015, elle est de nouveau nommée adjointe au maire chargé des Finances. 
Lors des élections générales du 26 juin 2016, elle se présente comme suppléante de Fulgencio Gil Jódar dans la circonscription de Murcie. Elle fait cependant son entrée au Sénat le 1er juillet 2017 à la suite de la démission de Gil Jódar élu maire de Lorca.